# NGC 2508
NGC 2508 (другие обозначения — UGC 4174, MCG 2-21-4, ZWG 59.18, PGC 22528) — эллиптическая галактика (E) в созвездии Малого Пса. Открыта Уильямом Гершелем в 1784 году.
В северо-западной части галактики наблюдается вытянутая структура, похожая на те, которые возникают при приливном взаимодействии галактик, но поблизости NGC 2508 нет объектов, которые бы могли привести к её формированию.
Этот объект входит в число перечисленных в оригинальной редакции «Нового общего каталога».
По внешнему виду как на фотографиях, так и при визуальном наблюдении в любительский телескоп эта галактика умеренно яркая и выглядит как неправильно округлый и достаточно хорошо определенный объект, равномерный по яркости за исключением небольшого более яркого ядра. Галактику можно найти по двум звёздам поля, находящимся на востоке и указывающим непосредственно на неё. Радиальная скорость: 4253 км/с. Расстояние: 190 млн. световых лет. Диаметр: 99 тыс. световых лет.